# Horam
Horam é uma aldeia, ala eleitoral e paróquia civil do distrito de Wealden, em East Sussex, situado a 3 milhas (4,8 km) ao sul de Heathfield. Incluídos na paróquia estão os assentamentos de Vines Cross e Burlow.